# Can-Am sezona 1968
Can-Am sezona 1968 je bila tretja sezona serije Can-Am, ki je potekala med 1. septembrom in 10. novembrom 1968. 

## Spored dirk
| Št | Dirka                        | Dirkališče                      | Datum         |
| -- | ---------------------------- | ------------------------------- | ------------- |
| 1  | Road America Can-Am          | Road America                    | 1. september  |
| 2  | Bridgehampton Grand Prix     | Bridgehampton Racing Circuit    | 15. september |
| 3  | Klondike Trail 200           | Edmonton Speedway Park          | 29. september |
| 4  | Monterey Grand Prix          | Laguna Seca Raceway             | 13. oktober   |
| 5  | Los Angeles Times Grand Prix | Riverside International Raceway | 27. oktober   |
| 6  | Stardust Grand Prix          | Caesars Palace                  | 10. november  |

## Rezultati
| Št | Dirkališče     | Zmag. moštvo                  | Poročilo |
| Št | Dirkališče     | Zmag. dirkač                  | Poročilo |
| -- | -------------- | ----------------------------- | -------- |
| 1  | Road America   | #5 Bruce McLaren Motor Racing | Poročilo |
| 1  | Road America   | Denny Hulme                   | Poročilo |
| 2  | Bridgehampton  | #6 Roger Penske Racing        | Poročilo |
| 2  | Bridgehampton  | Mark Donohue                  | Poročilo |
| 3  | Edmonton       | #5 Bruce McLaren Motor Racing | Poročilo |
| 3  | Edmonton       | Denny Hulme                   | Poročilo |
| 4  | Laguna Seca    | #62 John Cannon               | Poročilo |
| 4  | Laguna Seca    | John Cannon                   | Poročilo |
| 5  | Riverside      | #4 Bruce McLaren Motor Racing | Poročilo |
| 5  | Riverside      | Bruce McLaren                 | Poročilo |
| 6  | Caesars Palace | #5 Bruce McLaren Motor Racing | Poročilo |
| 6  | Caesars Palace | Denny Hulme                   | Poročilo |

## Dirkaško prvenstvo
Prva šesterica dirkačev dobi prvenstvene točke po sistemu: 9-6-4-3-2-1.
| Poz | Dirkač                | Moštvo                     | Dirkalnik              | Motor      | 1. | 2. | 3. | 4. | 5. | 6. | Skupaj |
| --- | --------------------- | -------------------------- | ---------------------- | ---------- | -- | -- | -- | -- | -- | -- | ------ |
| 1   | Denny Hulme           | Bruce McLaren Motor Racing | McLaren M8A            | Chevrolet  | 9  |    | 9  | 6  | 2  | 9  | 35     |
| 2   | Bruce McLaren         | Bruce McLaren Motor Racing | McLaren M8A            | Chevrolet  | 6  |    | 6  | 2  | 9  | 1  | 24     |
| 3   | Mark Donohue          | Roger Penske Racing        | McLaren M6B            | Chevrolet  | 4  | 9  | 4  |    | 6  |    | 23     |
| 4   | Jim Hall              | Chaparral Cars Inc.        | Chaparral 2G           | Chevrolet  | 2  | 6  |    |    | 4  |    | 12     |
| 5   | Lothar Motschenbacher | Dana Chevrolet Racing      | McLaren M6B            | Ford       | 1  | 4  |    | 3  | 3  |    | 11     |
| 6   | John Cannon           | John Cannon                | McLaren M1B            | Chevrolet  |    |    |    | 9  | 1  |    | 10     |
| 7   | George Follmer        | Agapiou Brothers           | Lola T70 Mk.3B         | Ford       |    |    |    |    |    | 6  | 6      |
| 8   | Jerry Titus           | Terry Godsall              | McLaren M6B            | Chevrolet  |    |    |    | 1  |    | 4  | 5      |
| 9=  | Sam Posey             | Caldwell Autodynamics      | Caldwell D7C Lola T160 | Chevrolet  |    |    | 3  |    |    | 2  | 5      |
| 9=  | Chuck Parsons         | Carl A. Haas Racing Teams  | Lola T160              | Chevrolet  |    |    | 2  |    |    | 3  | 5      |
| 11  | George Eaton          | George Eaton Racing        | McLaren M1C            | Ford       |    |    |    | 4  |    |    | 4      |
| 12= | Peter Revson          | Shelby American Racing     | McLaren M6B            | Ford       | 3  |    |    |    |    |    | 3      |
| 12= | Swede Savage          | All American Racers        | Lola T160 McLaren M6B  | Ford       |    | 3  |    |    |    |    | 3      |
| 14  | Dick Brown            | Ecurie Green Inc.          | McLaren M6B            | Chevrolet  |    | 2  |    |    |    |    | 2      |
| 15= | Dan Gurney            | All American Racers        | McLaren M6B Lola T160  | Ford       |    | 1  |    |    |    |    | 1      |
| 15= | Charlie Hayes         | Salyer Racing              | McKee Mk.10            | Oldsmobile |    |    | 1  |    |    |    | 1      |